# Georges Polti
Georges Polti o George Polti (nacido el 15 de diciembre de 1867 en Providence, Rhode Island) fue un escritor francés y crítico literario y teatral. Entre sus aportaciones a la teoría literaria más conocidas se encuentran Treinta y seis situaciones dramáticas y El arte de inventar personajes.
En colaboración con Emil de Gary Lakrozom escribió Teoría de los temperamentos que se publicó entre 1888 y 1889 en la revista L'Initation de Gérard Anaclet Vincent Encausse. Fue un asiduo articulista, traducido por Goethe y Novalis, sobre literatura y teatro.
Murió en junio de 1946 en París (en el hospital Boucicault).

## Obras
- Con Émile Gary, La théorie des tempéraments et leur pratique, Paris: G. Carré, 1889.
- Notation de Gestes. Savine, 1892.
- Les trente-six situations dramatiques, Paris: Éditions du 'Mercure de France', 1895.
- Les Cuirs de boeuf : un miracle en XII vitraux, outre un prologue invectif, Paris: Édition du 'Mercure de France', 1899.
- Timidité de Shakespeare, Paris: Éditions de l'Humanité nouvelle, 1900.
- L'art d'inventer les personnages.
- L'Éphèbe, roman achéen, 1913.
- Manuel de la volonté, Éditeur Montaigne, 1929.